# Fidel Ortíz
Fidel Ortíz Tovar (* 10. Oktober 1908 in Mexiko-Stadt; † 9. September 1975 ebenda) war ein mexikanischer Boxer.

## Biografie
Ortíz nahm an den Olympischen Sommerspielen 1928 in Amsterdam und 1936 in Berlin teil. 1936 konnte er im Bantamgewicht die Bronzemedaille gewinnen. Auch bei den Zentralamerika- und Karibikspielen war Ortíz erfolgreich und konnte zwei Goldmedaillen (1935 und 1938) gewinnen.